# کستیلفل
کستیلفل (به اسپانیایی: Castilfalé) یک دهستان اسپانیا است که در استان لئون، اسپانیا واقع شده‌است.

## خصوصیات
کستیلفل ۲۵٫۹۰ کیلومترمربع مساحت و ۹۱ نفر جمعیت دارد و ۸۱۹ متر بالاتر از سطح دریا واقع شده‌است.